# Xanthorhoe inclinataria
Xanthorhoe inclinataria är en fjärilsart som beskrevs av Walker 1863. Xanthorhoe inclinataria ingår i släktet Xanthorhoe och familjen mätare. Inga underarter finns listade i Catalogue of Life.